# Le Chapeau florentin
Pour plus de détails, voir Fiche technique et Distribution.
Le Chapeau florentin (titre original : Der Florentiner Hut) est un film allemand réalisé par Wolfgang Liebeneiner, sorti en 1939.
Il s'agit d'une adaptation de la pièce Un chapeau de paille d'Italie d'Eugène Labiche.

## Synopsis
Theo Farina fait la connaissance de Helene, la fille de Barbock, pépiniériste. Il la demande vite en mariage, le père accepte. Le jour de son mariage, le cheval du fiacre mange le chapeau de paille de Florence de la jolie Pamela, qui s'est promenée dans les bois avec son amant. Craignant que son mari Sarabant apprenne sa relation avec son amant, elle demande à Farina de ravoir le même chapeau. Farina refuse d'abord, puis accepte quand son amant menace de lui tirer dessus.
Alors que le mariage approche, Farina demande aux magasins et aux gens qui ont acheté le chapeau où il peut l'avoir. La famille de la mariée met son grain de sel dans la préparation du mariage, tous les invités se retrouvent chez le voisin de Farina qu'il ne connaît pas et qui est Sarabant. Ivre, Farina lui explique pour la belle femme dont le cheval a mangé son chapeau et son amant. Sarabant s'énerve et veut les tuer alors qu'ils sont chez Farina. Dans toutes ces confusions apparaît un cadeau de mariage. À la surprise de Farina, il s'agit d'un chapeau de paille de la part de son oncle Florian. Il donne ce chapeau à Pamela, dont le problème est ainsi résolu.

## Fiche technique
- Titre : Der Florentiner Hut
- Titre français : Le Chapeau florentin
- Réalisation : Wolfgang Liebeneiner assisté de Kurt Skalden
- Scénario : Bernd Hofmann, Horst Budjuhn
- Musique : Michael Jary
- Direction artistique : Hans Sohnle (de), Wilhelm Vorwerg
- Directeur de la photographie : Carl Hoffmann, Karl Löb
- Son : Erich Schmidt
- Montage : Gottlieb Madl
- Pays d'origine :  Reich allemand
- Genre: Comédie
- Production : Heinz Rühmann
- Société de production : Terra Filmkunst
- Société de distribution : Terra-Filmverleih
- Longueur : 90 minutes
- Format : Noir et blanc - 1,37:1 - Mono - 35 mm
- Dates de sortie : 
  -  Reich allemand : 4 avril 1939
  -  Finlande : 30 avril 1939
  -  Pays-Bas : 26 mai 1939
  -  États-Unis : 2 juin 1939
  -  Royaume de Hongrie : 17 août 1939
  -  Estado Novo (Portugal) : 8 février 1940
  -  Suède : 8 avril 1940
  -  Danemark : 22 avril 1940
  -  France : 29 janvier 1943[1].

## Distribution
- Heinz Rühmann : Theo Farina
- Herti Kirchner (de) : Helene Farina
- Christl Mardayn : Pamela
- Paul Henckels : "Bubi" Sarabant
- Victor Janson : Barbock
- Hannsgeorg Laubenthal : Lieutenant von Parade
- Karel Stepanek : Felix, le majordome
- Hans Hermann Schaufuss : Oncle Florian
- Gerda Maria Terno : Virginia la bonne
- Helmut Weiss : Cousin Bobbi
- Hubert von Meyerinck : Rosalba
- Elsa Wagner : La baronne Champigny
- Alexa von Porembsky : Clara
- Edith Meinhard : La bonne de la baronne
- Paul Bildt : Le fonctionnaire
- Franz Weber : L'huissier
- Ernst Legal : Enrico Strizzi
- Leopold von Ledebur : Zürus
- Bruno Fritz : L'organiste de Barbarie
- Käthe Kamossa : Tante Walpurga